# Frits Terwindt
Frederik Hendrik (Frits) Terwindt (Nijmegen, 1 juni 1914 - Nijmegen, 30 januari 2008) was een Nederlands politicus.
Terwindt was een telg uit een Nijmeegse ondernemersfamilie, die achttien jaar woordvoerder financieel-economische zaken van de KVP en het CDA in de Eerste Kamer was. Daarvoor was hij vijftien jaar lid van het partijbestuur van de KVP. Hij was directeur van de in Druten gevestigde steenfabrieken van zijn familie. Naast zijn hoofdfunctie was hij actief in de organisatie van Katholieke en Christelijke werkgevers. Typerend vertegenwoordiger van de werkgeversvleugel in de KVP. Terwindt hield zich als senator ook bezig met Koninkrijksaangelegenheden.
- Biografisch Portaal: 52530968
- Parlement.com: vg09llad8xy4